# Fortim dos Emboabas
O Fortim dos Emboabas é uma edificação localizada no município brasileiro de São João del-Rei.
Segundo a tradição oral, serviu de forte a portugueses e brasileiros do norte, que nela se entrincheiraram contra o ataque dos paulistas durante a Guerra dos Emboabas, ocorrida entre 1707 e 1709.
De propriedade do Almirante Max Justo Guedes, desde 2009 está em processo de doação à Universidade Federal de São João del-Rei.
A UFSJ pretende instalar no espaço o Centro de Referência da Cultura Popular "Max Justo Guedes".